# Lycaugesia teneralis
Lycaugesia teneralis là một loài bướm đêm trong họ Noctuidae.